# Siergiej Kryłow
Siergiej Nikołajewicz Kryłow (ros. Сергей Крылов; ur. 16 kwietnia 1963 roku w Moskwie) – rosyjski kierowca wyścigowy.

## Kariera
Kryłow rozpoczął karierę w wyścigach samochodowych w 2000 roku od startów w Russian Touring Car Championship. Z dorobkiem ośmiu punktów uplasował się tam na siedemnastej pozycji w klasyfikacji generalnej. W późniejszych latach Rosjanin pojawiał się także w stawce German Touring Car Challenge, European Touring Car Cup oraz World Touring Car Championship.
W World Touring Car Championship Rosjanin wystartował podczas brytyjskiej rundy sezonu 2007 z brytyjską ekipą GR Asia. W pierwszym wyścigu nie dojechał do mety, a w drugim był dwudziesty.